# ايوينو (باكينجهامشير)
ايوينو (بالإنجليزية: Ivinghoe)‏ هي قرية وأبرشية مدنية تقع في المملكة المتحدة في إنجلترا. يقدر عدد سكانها بـ 965 نسمة .